# Френкі Запата
Френкі Запата (фр. Franky Zapata; 27 вересня 1978) — французький пілот гідроциклу, винахідник водного та реактивного флайбордів, засновник Zapata Racing. З 2012 року був зосереджений на розробленні та виробництві персональних флайбордів для наземних і надводних польотів.
4 серпня 2019 року перетнув Ла-Манш із зупинкою для дозаправлення в середній точці дистанції на борту судна . Його 35-кілометровий політ був здійснений у супроводі трьох французьких вертольотів і військових кораблів .

## Біографія
Френкі почав користуватися гідроциклом у віці 16 років. Він декілька разів вигравав чемпіонат світу RUN F1. Після довгих років експериментів він створив перший водний флайборд. 14 липня 2019 року Френкі Запата взяв участь у військовому параді, присвяченому Дню взяття Бастилії. 4 серпня 2019 року перетнув Ла-Манш, подолавши відстань 35 кілометрів за 22 хвилини. Політ супроводжували три вертольоти французької військової авіації і декілька кораблів. Запата повідомив, що потужний вітер був однією з найбільших проблем під час польоту, пояснюючи, що винайдена ним техніка доволі чутлива до поривів вітру . За його словами, так само існує ризик дестабілізації, коли вітер різко стишується .